# 고가 다쿠마
고가 다쿠마(일본어: 古賀 琢磨, 1969년 4월 30일 ~ )는 일본의 전 축구 선수이다.

## 구단 경력
1992년 재팬 풋볼 리그의 야마하 발동기(주빌로 이와타)에 입단했다. 1993년 재팬 풋볼 리그 준우승으로 J1리그로 승격했다. 1997년과 1999년 2번의 J1리그 우승을 차지했다. 1999년까지 186경기에 출전하여, 6득점을 넣었다. 2000년 시미즈 에스펄스로 이적했다. 2001년에 천황배 우승을 차지했다. 2003년 세레소 오사카로 이적했다. 2003년후 현역 은퇴.